# Robert Hartmann (Maler)
Robert Hartmann (* 1949 in Seßlach, Oberfranken in Bayern) ist ein deutscher Maler.

## Leben
Hartmann studierte von 1967 bis 1969 an der Werkkunstschule Würzburg und von 1969 bis 1974 (bei K. O. Götz, Joseph Beuys und Ole John Povlsen) an der Kunstakademie Düsseldorf, wo er den Meisterschülerabschluss machte. Zwischen 1969 und 1973 beteiligte er sich an den Aktionen und Publikationen der Künstlergruppe YIUP. Zusammen mit Werner Reuber, Ulrike Zilly und Nils Kristiansen gründete er 1982 die Künstlergruppe „Die Langheimer“. Sie produziert gemeinsam Kunstwerke, macht Aktionen, Ausstellungen, Künstlerbücher und Filme. Robert Hartmann war Mitglied des Deutschen Künstlerbundes und war von 2000 bis 2022 Vorsitzender des Künstlervereins „Malkasten“." 2014 wurde er zum wissenschaftlichen Mitglied der China National Academy of Painting in Peking berufen. Er lebt in Düsseldorf.

## Ausstellungen (Auswahl)
- 1970 – Between, Kunsthalle Düsseldorf
- 1972 – Städtische Galerie Schloss Hardenberg, Velbert
- 1981 –  Vier Beiträge zur Neuen Malerei, Robert Hartmann, Dieter Krieg, Nils Kristiansen, Peter Vogt,  von der Heydt Museum, Wuppertal
- 1984 –  Tiefe Blicke, Kunst der achtziger Jahre aus der BRD, der DDR, Österreich und der Schweiz, Hessisches Landesmuseum Darmstadt
- 1984 –  Langheimer Erscheinung – Die Hüterinnen des Erbstromes, Galerie Magers, Bonn
- 1989 – Das Waisenhaus der Kunst, Neuer Aachener Kunstverein
- 1990 –  Galerie Hans Jürgen Müller, Stuttgart
- 1993 –  Ich bin der Welt abhanden gekommen. Über Konzentrationslager nach 1945, Deutsches Historisches Museum, Berlin
- 1996 – Bakunin – ein Denkmal, Neue Gesellschaft für bildende Kunst, Berlin
- 1997 –  Neonazarener in der Toscana, Galerie Klein, Mutscheid, Bad Münstereifel
- 1998 – Die blinde Sonnenuhr, Holzschnitte, Museum der Stadt Ratingen
- 1999 – Kathedrale des Wassers – Auf der Suche nach dem Geist der Moderne, Wasserspeicher Auf der Hardt, Düsseldorf
- 1999 – Die Macht des Alters – Akademisches Aktzeichnen, Kunst- und Ausstellungshalle Bonn
- 2000 – Einsame Meister, die Langheimer kopieren Meisterwerke der Moderne, Städtisches Museum Leverkusen,/ Schloß Morsbroich
- 2001 – So will es die Natur, Das Langheimer Prunkgeschirr, Sammlung Ludwig, Bamberg
- 2001 – Beuys in Hartmannstown, Eine chymische Hochzeit, Stadtmuseum Ratingen
- 2004 –  Hohe Tanne- wilde Bestien, Galerie Klein, Mutscheid, Bad Münstereifel
- 2006 – Idylle, Traum und Trugschluss, Sammlung Falckenberg, Phönix Kulturstiftung, Hamburg
- 2007 – Der Einzige und sein Eigentum, Museum Kunst Palast, Düsseldorf, Kunstmuseum Bayreuth
- 2007 – Verlorene Helden, Galerie der Stadt Remscheid
- 2013 – Moderne Malerei, vom Negerkral zum Rittersaal, Museum Bochum
- 2016 – Ohne Raum Ohne Zeit, Tusche trifft Öl, Zhang Jiangzhou und Robert Hartmann, Chinesisches nationales Kunstmuseum, Peking
- 2018 – Flügelträger auf Reliquiensockel, Stahlskulptur, vor Schloss Dillborn, Brüggen
- 2021 – YIUP – Die Welt ist schön, Overbeck-Gesellschaft Kunstverein Lübeck